# Gynoplistia toxopei
Gynoplistia toxopei là một loài ruồi trong họ Limoniidae. Chúng phân bố ở miền Australasia.